# Yotholín
Yotholín es una localidad del municipio de Ticul en Yucatán, México.

## Toponimia
El nombre (Yotholín) proviene del idioma maya.
kgyji

## Localización
Yotholín se encuentra al sur de Ticul.